# Parti australien

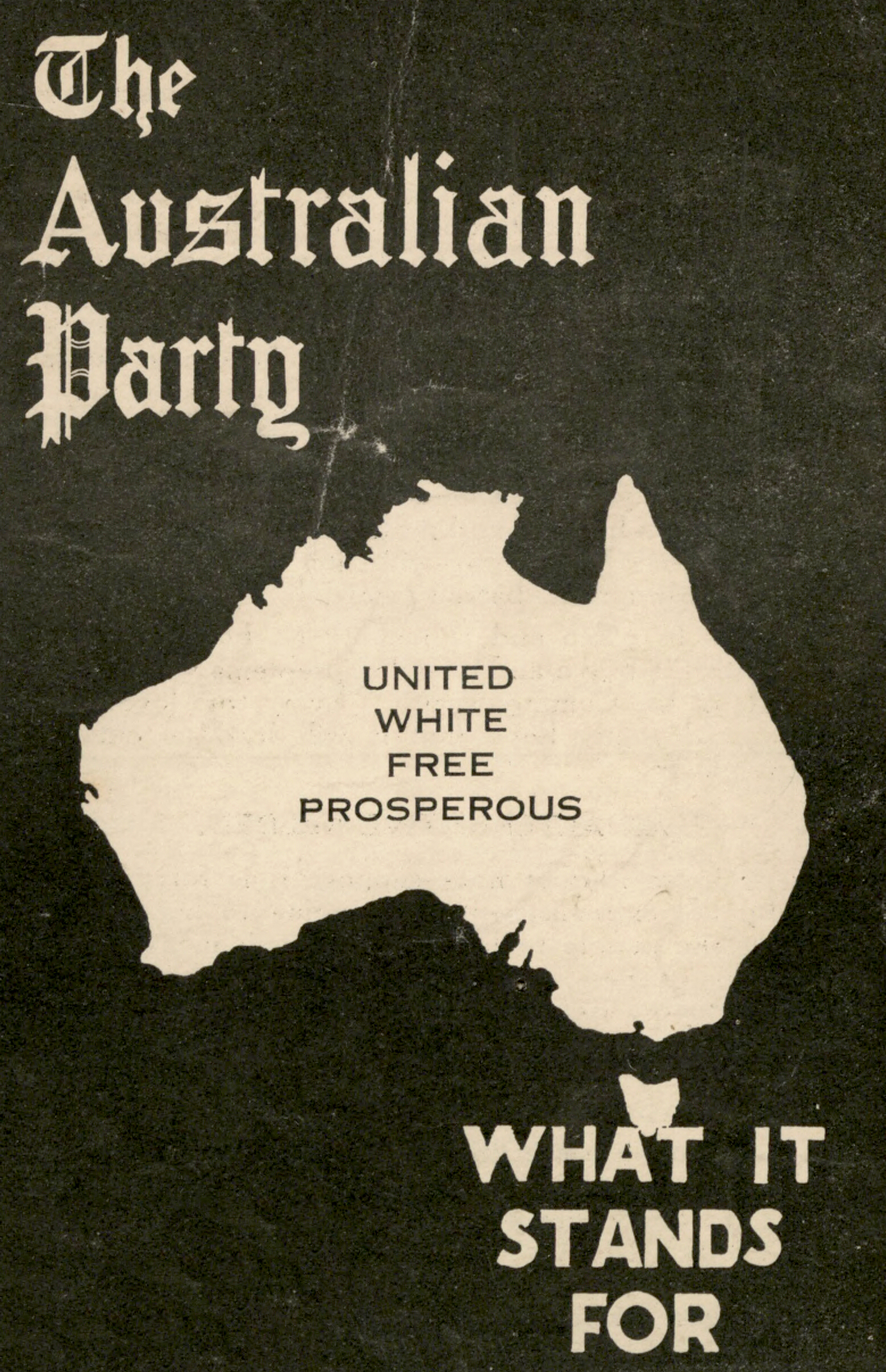
Couverture du manifeste du Parti Australien.

Le Parti australien (Australian Party) est un parti politique australien n'ayant existé que de 1930 à 1931 (Il ne doit pas être confondu avec le Parti Australie, qui était un parti libéral créé dans les années 1960). 
Il a été créé par l'ancien Premier ministre Billy Hughes en 1930, après son expulsion du parti nationaliste en 1929. Il en a été son chef jusqu'en 1931 où il l'a dissous et a rejoint le nouveau Parti United Australia. Il a également compté des collègues transfuges nationalistes de Hughes comme Walter Marks et George Maxwell. 

## Autres utilisations du nom
Plusieurs autres groupes ont utilisé ce nom, mais aucun n'a particulièrement réussi à percer. 
Le plus important a été formé en 1955 par le journaliste de droite Frank Browne. Bien qu'il n'ait jamais eu beaucoup de militants, il a su attirer l'attention des médias et a généralement défendu des positions d'extrême droite. 
Un autre « parti australien » a été créé en 1966. Il a publié une déclaration de politique générale: «dans les affaires intérieures, nous voulons que le mot « Commonwealth » ait un sens. La terre sera disponible pour tous ceux qui en ont besoin à des prix raisonnables. Tirer profit de la terre sera une infraction pénale. En politique étrangère, nous préconisons la reconnaissance d'une Asie nouvelle et d'un monde qui est différent de celui d'il y a dix ans. Des mesures immédiates pour améliorer considérablement le système de transport nécessitera un plan de grands axes routiers, une modernisation importante des chemins de fer . »

## Sources
- (en) Cet article est partiellement ou en totalité issu de l’article de Wikipédia en anglais intitulé « Australian Party » (voir la liste des auteurs).
- Adam Carr's Election Archive - 1929 election, North Sydney

1. 1 2  (en) Dean Jaensch et Mathieson, David, A plague on both your houses : minor parties in Australia, Allen and Unwin, 1998, 1re éd., 248 p. (ISBN 978-1-86448-421-2, LCCN 98213222, lire en ligne), p. 80, 87